# Фригијска капа
Фригијска капа је мекана купаста капа са врхом окренутим ка напред. Капа је углавном црвене боје, а име је добила по грчкој античкој регији Фригији (део данашње Анадолије у Турској). Фригијска капа се често види на уметничким делима на којима су приказани антички народи Азије (Парти, Парси и други народи који су били под утицајем хеленизма) и Грчке. Најстарији приказ фригијске капе је из Персеполиса у Ирану.
У модерном добу фригијска капа симболише слободу. Иако фригијске капе првобитно нису функционисале као капе слободе, оне су постале означавање слободе и тежње за слободом прво у америчкој револуцији, а затим у Француској револуцији, посебно као симбол јакобинизма (у ком контексту је такође био названа јакобинска капа). Првобитна капа слободе била је римски пилеус, капа од филца еманципованих робова старог Рима, која је била атрибут Либертас, римске богиње слободе. У 16. веку римска иконографија слободе је оживљена у књигама амблема и нумизматичким приручницима где се лик Либертаса обично приказује са пилеусом.
Користи се у грбовима појединих република или републичких државних институција на месту где би се иначе користила круна (у хералдици монархија). Тако је постао идентификован као симбол републичке власти. Бројне националне персонификације, посебно француска Маријана, обично се приказују са фригијском капом.
У касном републиканском Риму, мекана капа од филца названа пилеус служила је као симбол слободних људи и симболично се давала робовима по ослобађању, дајући им на тај начин не само њихову личну слободу, већ и либертас – слободу као грађана, са правом гласа.
У Венецији је фригијску капу користио дужд уместо круне као симбол републиканске слободе, од средњег века до 1797. године. Симбол Либертаса као женске фигуре која држи фригијску капу на копљу појавио се 1500-их година, а иконографија која ће се касније поново користити у француској и америчкој уметности и кованом новцу.

## У популарној култури
У белгијској стрип франшизи Штрумпфови, истоимени Штрумпфови су обично приказани како носе капе налик фригијским.
Најављене у новембру 2022. године, званичне маскоте Олимпијских и Параолимпијских игара у Паризу 2024. године, под називом Фриги, заснивале су се на фригијској капи.